# Encephalartos sclavoi
Encephalartos sclavoi là một loài cây giống như cây cọ đang trong tình trạng cực kỳ nguy cấp trong họ Zamiaceae, cao khoảng 1 mét. Lá dài 170–200 cm, xanh đậm. Hạt màu vàng, dài 30–40 cm và có đường kính 15–20 cm. Loài cây này được tìm thấy ở Tanzania.
Nó đã được mô tả năm 1990 bởi Aldo Moretti, D.W. Stevenson và Paolo Deluca, tên gọi vinh danh Jean Pierre Sclavo, một nhà sưu tập Cycadophyta Pháp, người phát hiện loài này lần đầu.